# William S. Rosecrans
William Starke Rosecrans (Municipio de Kingston, condado de Delaware, Ohio, 6 de septiembre de 1819-Redondo Beach, California, 11 de marzo de 1898) fue un inventor, ejecutivo de empresas petrolíferas, diplomático, político y militar estadounidense. Obtuvo su renombre como general del Ejército federal durante la guerra civil estadounidense. Como tal, fue vencedor en varias importantes batallas, como la Segunda Batalla de Corinto, Stones River, y la batalla de Hoover's Gap, pero su carrera militar tocó a su fin tras su desastrosa derrota en la batalla de Chickamauga en 1863.

## Primeros años
Fue hijo de Crandell Rosecrans y Jane Hopkins, y bisnieto de Stephen Hopkins, quien fuera gobernador de la colonia de Rhode Island y uno de los firmantes de la Declaración de Independencia de los Estados Unidos.

## Carrera militar
Se graduó en la Academia Militar de los Estados Unidos de West Point en 1842, siendo el quinto en una promoción de 56 cadetes, que incluía a futuros notables generales, como James Longstreet, D.H. Hill o Abner Doubleday. Fue asignado a cuerpo de ingenieros militares, trabajando en las fortificaciones de Hampton Roads (Virginia). Posteriormente, fue instructor en West Point, asumiendo igualmente diversos destinos en la zona de Nueva Inglaterra. Rosecrans dimitió del Ejército en 1854, para dedicarse a negocios en la vida civil. Inició una empresa de minería en Virginia Occidental, que le reportó beneficios, a la vez que realizaba diversos inventos, incluyendo un método más eficaz de fabricación de jabón.

## Guerra civil estadounidense
Mientras era presidente de la empresa Preston Coal Oil Company, en 1859, explotó una lámpara de aceite, causando a Rosecrans serias quemaduras. Mientras se recuperaba de las mismas, dio inicio la guerra civil estadounidense. 
Se reincorporó como voluntario al servicio activo, ejerciendo como ayudante de campo del general George B. McClellan. Tras ser ascendido al rango de coronel, Rosecrans asumió el mando del 23.er Regimiento de Infantería de Ohio, en cuyas filas formaban dos futuros presidentes de los Estados Unidos, Rutherford B. Hayes y William McKinley. Muy pronto fue ascendido a general de brigada. Sus planes y las decisiones que tomó se revelaron sumamente eficaces en la campaña de Virginia Occidental, incluyendo la victoria del Ejército federal en la batalla de Rich Mountain; sin embargo, su superior, el mayor general George B. McClellan, fue quien recibió el crédito por la victoria. Debido a ello, Rosecrans rechazó ir el este con McClellan (quien se convirtió en comandante en jefe de los ejércitos de la Unión y más tarde en comandante del Ejército del Potomac), prefiriendo en cambio solicitar un traslado al Oeste.

### Batallas de Iuka y Corinto
Rosecrans recibió el mando del ala derecha del Ejército del Misisipi en mayo de 1862, tomando parte activamente en el sitio de Corinto a las órdenes del mayor general Henry W. Halleck. Recibió el mando de todo el Ejército del Misisipi el 26 de junio, a lo que en julio se agregó la doble responsabilidad de asumir el mando del distrito de Corinto. En dichos mandos, se hallaba subordinado al mayor general Ulysses S. Grant, quien le encargó el mando en la campaña de Iuka-Corinto entre septiembre y octubre de 1862. En la batalla de Iuka, se esperaba que Rosecrans formase parte de una ofensiva doble concertada contra el Ejército Confederado del mayor general Sterling Price, pero Rosecrans llegó tarde al campo de batalla y Grant ordenó a su otro comandante, el mayor general Edward Ord, que esperase para esperar desde el norte hasta que oyera el ruido de Rosecrans luchando al sur de Iuka. La dirección del viento causó una sombra acústica que impidió a Ord y a Grant oír el ruido de la batalla, con lo que el ejército de Rosecrans luchó solo, aunque satisfactoriamente. Derrotado, Price se retiró de Iuka, aunque Grant criticó a Rosecrans por no lograr provechar la ocasión para perseguir a su enemigo agresivamente.
Rosecrans se enfrentó entonces a las tropas de Earl Van Dorn en la Segunda Batalla de Corinto, un choque sangriento de dos días de duración en el que van Dorn sufrió fuertes pérdidas al asaltar las posiciones firmemente atrincheradas de Rosecrans. Durante la batalla, corrió el rumor de que Rosecrans había resultado muerto, así que cuando el tiroteo concluyó y los confederados se retiraron, Rosecrans recorrió a caballo las líneas para agradecer a sus hombres y asegurarles que había sobrevivido. Pero nuevamente no salió en persecución de un enemigo derrotado, esperando hasta el día siguiente por la mañana para proseguir su avance, a pesar de las órdenes de Grant de que lo hiciese inmediatamente. Van Dorn fue capaz de eludir su persecución en la batalla de Hatchie's Bridge, con lo que se perdió la oportunidad que se había presentado de destruir completamente a sus tropas. Grant lamentó amargamente ante terceros la incapacidad de Rosecrans por su mentalidad excesivamente conservadora (aunque Grant tendría quejas similares acerca del sucesor de Rosecrans, George Henry Thomas).
Sin embargo, Rosecrans fue considerado un héroe en la prensa nordista. Se le dio el mando del XIV Cuerpo de Ejército (que pronto sería denominado como Ejército del Cumberland) el 24 de octubre, substituyendo al poco efectivo Carlos Buell, siendo ascendido al grado de mayor general (de voluntarios, a diferencia de su rango de general de brigada en el ejército regular). A Grant no le disgustó que Rosecrans dejase de estar bajo sus órdenes. La promoción fue aplicada retroactivamente desde el 21 de marzo, para que Rosecrans tuviese mayor antigüedad que el mayor general Thomas; a quien se le había ofrecido con anterioridad sustituir a Buell, pero que se había negado por un sentido de lealtad personal.

### Batalla de Stone Rivers
Quien ocupaba el cargo antes que Rosecrans, Buell, había sido relevado debido a su falta de resultados en la persecución del general conferado Braxton Bragg tras la batalla de Perryville. Pero el propio Rosecrans mostró similares precauciones, permaneciendo en Nashville mientras reaprovisionaba su ejército y mejoraba el entrenamiento de sus fuerzas de caballería. A principios de diciembre de 1862, el general en jefe Henry W. Halleck había perdido la paciencia, por lo que escribió a Rosecrans que Si usted permanece una semana más en Nashville, no podré evitar su destitución. Rosecrans contestó que no necesito ningún otro estímulo para hacerme cumplir mi deber que el de saber cuál es mi deber. Respecto de las amenazas de destitución o similares debe permitirme decirle que soy insensible a ellas.
A finales de diciembre, Rosecrans inició su marcha contra el Ejército de Bragg de Tennessee, que se hallaba acampado en las afueras de Murfreesboro (Tennessee). La subsiguiente batalla, la batalla de Stone Rivers, fue la batalla más sangrienta de la guerra, en términos de porcentajes de víctimas. La batalla resultó tácticamente una batalla sin resultados concluyentes, aunque Bragg fuera el primero en retirar a su ejército del campo de batalla, que quedó en poder de Rosecrans. Sin embargo, la batalla era importante para la moral de la Unión después de la derrota que había sufrido en la batalla de Fredericksburg unas semanas antes, y el presidente Abraham Lincoln escribió a Rosecrans: usted nos dio una victoria bien merecida, si en cambio allí hubiese habido una derrota, la nación no hubiese sobrevivido. Al mismo tiempo, la victoria también anuló la amenaza de los confederaden en el centro de Tennessee.
Al XIV Cuerpo de Ejército Rosecrans pronto se le cambió el nombre, pasando a ser el Ejército del Cumberland. Esta fuerza militar emprendió una acertada campaña contra las tropas de Bragg, la campaña de Tullahoma, culminada en la victoriosa batalla de Hoover's Gap, terminando la batalla con menos de 500 bajas. Rosecrans se convirtió en uno de los generales más populares del Ejército Federal. Sus hombres le apodaban Old Rosy (viejo atractivo), no sólo debido a su apellido, sino también a su gran nariz enrojecida, que algunos describían como un romano intenso, achacando el color de la nariz a sus hábitos de bebedor, ironizando de paso sobre su religión católica. Rosecrans era un devoto católico que llevaba un crucifijo sobre su cadena de reloj y un rosario en su bolsillo, y a quien le encantaba mantener discusiones con sus ayudantes a mitad de la noche sobre doctrina religiosa. Por otra parte, podía pasar fácilmente de la irascibilidad (como en su respuesta a Halleck en Nashville) a ser muy bondadoso, lo que le hizo popular entre sus hombres.

### Batalla de Chickamauga
Rosecrans tendía a tener dudas en sus batallas y a inmiscuirse hasta en los más mínimos detalles al dar las órdenes a sus subordinados, lo que causó graves problemas en la batalla de Chickamauga, en la que el general Rosecrans ordenó al general de brigada Thomas J. Wood cerrar la línea y apoyar a la división de Reynolds (Joseph J. Reynolds). Sin embargo, la orden generó un profundo hueco en las líneas del ejército federal, y sólo debido a la actuación heroica del mayor general George H. Thomas concentrándose en el centro de la línea el ejército de Unión logró evitar el desastre. Tras esta derrota de la Unión, Rosecrans se retiró a Chattanooga, donde su ejército quedó sitiado por el vencedor de la batalla de Chickamauga, su antiguo enemigo Braxton Bragg. Cuando Ulysses Grant fue puesto al mando de todos los ejércitos en el Oeste, relevó a Rosecrans de su mando del ejército del Cumberland, substituyéndolo por Thomas.

### En Misuri
Rosecrans fue a Cincinnati en espera de nuevas órdenes, pero de hecho ya no tomaría parte en la lucha. Se le dio el mando de las tropas del Departamento de Misuri entre enero y diciembre de 1864, donde se hallaba cuando se produjo la incursión de Price al Misuri, obra del confederado Sterling Price.

## Posguerra
Durante la Convención Nacional Republicana de 1864, su antiguo jefe de Estado Mayor, James Garfield, quien era el jefe de la delegación de Ohio, telegrafió a Rosecrans para preguntarle si aceptaría ser candidato a la vicepresidencia con Abraham Lincoln, ya que el Partido Republicano de Estados Unidos buscaba aquel año a un Demócrata de Guerra, para formar una candidatura conjunta con Lincoln bajo el nombre temporal de Partido de Unión Nacional. Rosecrans respondió crípticamente, aunque en forma positiva, pero Garfield nunca recibió el telegrama de respuesta. Los amigos de Rosecrans especularon acerca de que Edwin M. Stanton, secretario de Guerra, hubiese interceptadado y suprimido el telegrama. En 1865, Rosecrans fue ascendido a mayor general en agradecimiento por sus acciones en la batalla de Stones River. Rosecrans dimitió del Ejército en 1867.

## Diplomacia, política y legado
Entre 1868 y 1869, Rosecrans fue embajador de los Estados Unidos en México, pero fue cesado cuando su antiguo jefe, el general Ulysses S. Grant, se hizo cargo de la Presidencia de los Estados Unidos. Rosecrans rechazó ser candidato del Partido Demócrata de los Estados Unidos para el cargo de gobernador de Ohio en 1869.
Rosecrans volvió a los negocios privados en la minería en México y California durante diez años. Luego fue elegido como diputado por California en el Congreso de los Estados Unidos, entre 1881 y 1885, y fue designado como director del Registro del Tesoro desde 1885 hasta 1893.
William Starke Rosecrans falleció el 11 de marzo de 1898 en su rancho Sausal Redondo de Redondo Beach (California), y está enterrado en el Cementerio de Arlington. El Cementerio Nacional Fort Rosecrans de San Diego, California, recibe ese nombre en su honor.
Se construyó un sencillo monumento conmemorativo en la casa en que nació y donde pasó su niñez. Justo al norte de Sunbury, Ohio, una gran roca rodeada por una cerca labrada de hierro sostiene una placa en su memoria, ubicada al lado de un camino rural que lleva su nombre.